# Egon Bruderer
Egon Bruderer (* 10. April 1913 in Egnach; † 12. Juli 1987 in St. Gallen; heimatberechtigt in Wald AR) war ein Schweizer Unternehmer aus Appenzell Ausserrhoden.

## Leben
Egon Bruderer war ein Sohn des Ferggers Johann Jakob Bruderer. 1940 heiratete er Frieda Schärer, eine Tochter des Landwirts Friedrich Schärer.
Bruderer absolvierte eine Ausbildung als Maschinenschlosser. 1943 übernahm er eine mechanische Werkstätte in Egnach. Diese wurde 1945 nach Arbon verlegt und zur Maschinenfabrik ausgebaut. 1958 gelang Egon Bruderer der Durchbruch mit der Produktion von Stanzautomaten für die Metall- und Uhrenindustrie (ab 1967 Massenausgleichstechnik). 1969 wurde das Unternehmen nach Frasnacht verlegt. Bereits seit 1958 ist es eine eigene Verkaufsorganisation. 
Es folgten Tochtergesellschaften in England (1968), Deutschland (1970) und den USA (1975), später in Indien, China, Singapur und Japan. 1969 verzeichnete das Unternehmen 50 Mitarbeiter, 1972 waren es 160, 1989 stieg die Zahl auf 700, 2002 waren es 400 Mitarbeitende und 2020 weltweit rund 460, davon 370 in Frasnacht. Der Umsatz blieb im Jahr 1989 sowie 2002 bei 150 Millionen Schweizer Franken.